# The Road to Mandalay
The Road to Mandalay é um filme de drama mudo norte-americano de 1926, dirigido por Tod Browning e estrelado por Lon Chaney.

## Elenco
- Lon Chaney
- Lois Moran
- Owen Moore
- Henry B. Walthall
- Sojin
- Rose Langdon
- John George